# 高御座

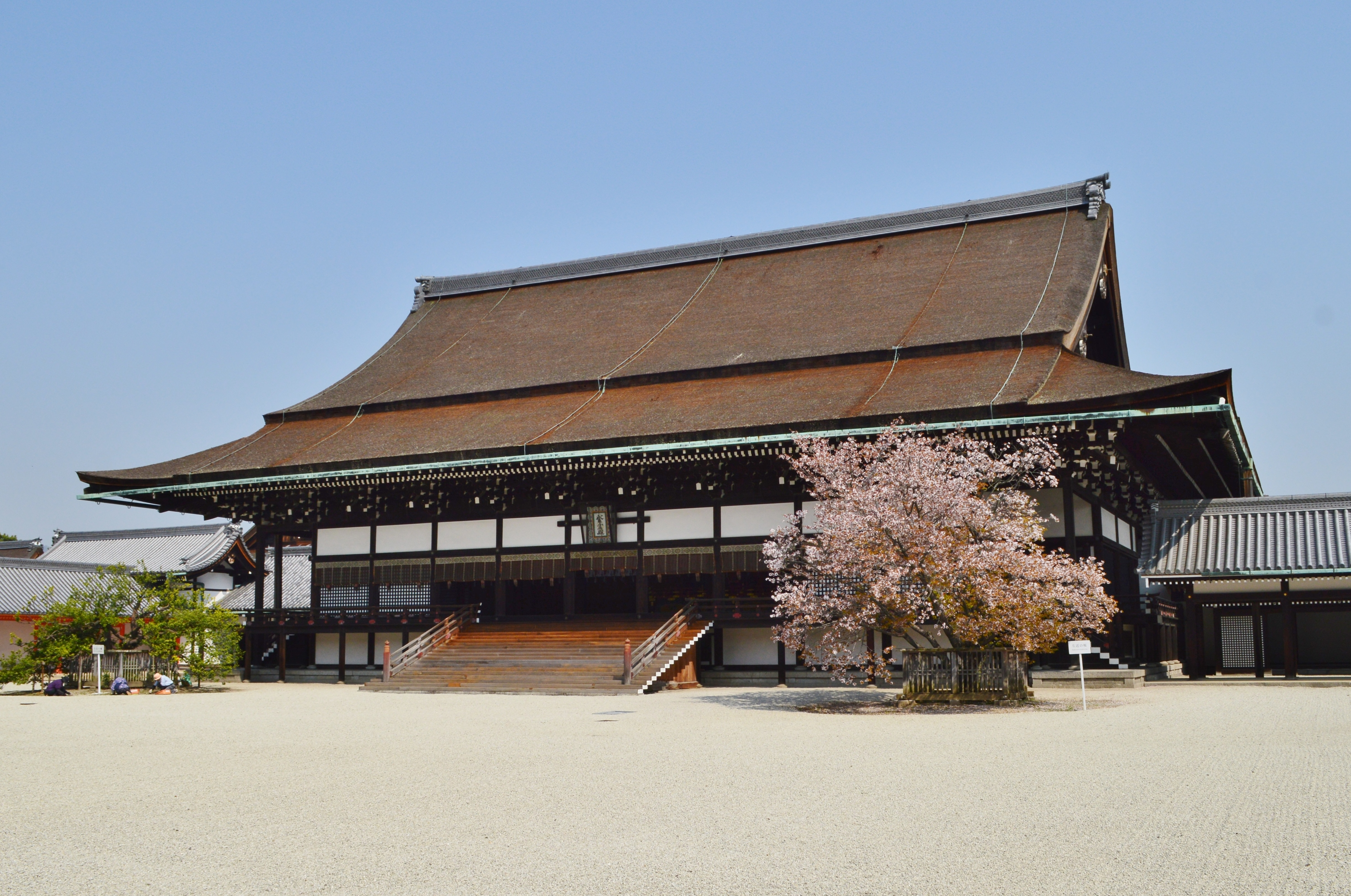
京都御所的紫宸殿

高御座（日语：／ Takamikura */?），是日本天皇的寶座。皇位的象徵物調度品，用於歷史及傳統的皇位繼承儀式即位禮，與皇位有著緊密關係。現在的高御座，以及皇后玉座（御帳台）一同常設於京都府京都市京都御所的紫宸殿，明治天皇、大正天皇及昭和天皇的即位禮都在此舉行。上皇明仁即位禮舉行前，因激進人士威脅要阻止高御座運送，並揚言要炸毀，基於維安由陸上自衛隊以直升機運到東京的皇居，結束後運回京都御所。德仁天皇即位禮之前，宮內廳改委託民間業者以8輛大貨車經公路運到皇居，結束後運回。